# جشن هالیوود
جشن هالیوود (انگلیسی: Hollywood Party) فیلمی زوج هنری در ژانر کمدی و موزیکال به کارگردانی روی رولند، جرج استیونز، سم وود، چارلز ریسنر، ریچارد بولسلافسکی، ادموند گولدینگ و آلن دوان است که در سال ۱۹۳۴ منتشر شد.

## بازیگران
- استن لورل
- اولیور هاردی
- جیمی دورنتی
- پالی مورن
- جون کلاید
- لوپه بلز
- بیلی بلچر
- آرتور تریچر
- بالدوین کوک
- بس فلاور
- چارلز باتروورث
- ادوین ماکسول
- فردیناند گوتسچاک
- گرتا گاربو
- لری فاین
- لئونید کینسکی
- مارتا اسلیپر
- مو هاوارد
- ریچارد کرله
- رابرت یانگ
- تد هیلی
- والت دیزنی
- ریچارد کریمر
- جی ایتن
- شرلی راس
- جک پرل
- جرج گیوت